# Fulko III av Anjou
Fulko III av Anjou, död 1040, var regerande greve av Anjou mellan 987 och 1040.